# トイズワークスコレクション
トイズワークスコレクションは、キャラアニのトイズワークスブランドが、製作・販売をしているアニメやゲームのキャラクターを立体化した彩色済みトレーディングフィギュアシリーズと、そのデザインを用いた関連商品。

## 概要
トイズワークス（現・キャラアニ）は、キャラクターのPVC完成品フィギュアやグッズ等の企画・制作・販売を行うと共に、ミニサイズのフィギュアを「トイズワークスコレクション」等で販売。なお、トイズワークスには本商品より以前に発売していた「ソリッドワークスコレクション」というフィギュアシリーズが存在しており、そちらが公式サイトの「トイズワークスコレクション」のそれぞれの商品ページでもいくつか取り扱われているため、それを受け継いだ商品シリーズである。フィギュアだけに留まらず、デフォルメに特化した、にいてんごシリーズのデザインを用いて、2012年からは平面ストラップ、2014年に缶バッジなどが発売される。元の親会社のアスキー・メディアワークスの出版物をはじめとする書籍・雑誌の付録・特典としても多く付属している。
商品についての記事であるので、トイズワークスブランドの企業については、「キャラアニ」を、旧・トイズワークスの元の親会社については、「アスキー・メディアワークス」を参照。

## シリーズ一覧

### トイズワークスコレクションにいてんご
デフォルメに特化した商品。『トイズワークスコレクション』の基本シリーズ。

#### フィギュア商品
トイズワークスコレクションにいてんご
2.5頭身ほどのデフォルメフィギュアシリーズ。サイズは約6.0〜7.0cm。
シリーズ発売より前に存在した『ソリッドワークスコレクションにいてんご』が、本商品の前身といえる。
トイズワークスコレクションにいてんごLL（えるえる）
2.5頭身ほどのデフォルメフィギュアシリーズ。サイズは約13.0cm。
トイズワークスコレクションにいてんごでらっくす
2.5頭身ほどのデフォルメフィギュアシリーズ。サイズは約6.0〜6.5cm。
トイズワークスコレクションにいてんごプレミアム
2.5頭身ほどのデフォルメフィギュアシリーズ。サイズは約6.2〜6.7cm。
トイズワークスコレクションにいてんごSisterS
2.5頭身ほどのデフォルメフィギュアストラップシリーズ。サイズはSSで約2.5cm。
『トイズワークスコレクションにいてんごしすたぁず』とは別商品。

#### にいてんご関連商品
トイズワークスコレクションにいてんごむっ!
2.5頭身ほどのデフォルメキャラクターイラストを使用したラバー素材のストラップシリーズや、傘チャーム、キャラマーカーなど。
トイズワークスコレクションにいてんごCan★バッジ
2.5頭身ほどのデフォルメキャラクターイラストを使用した缶バッジ。
トイズワークスコレクションにいてんごくりっぷ
2.5頭身ほどのデフォルメキャラクターイラストを使用したクリップ。
トイズワークスコレクションにいてんごしすたぁず
2.5頭身ほどのデフォルメキャラクターイラストを使用したパスケースやクリーナークロス、ランチトートバッグ、ラバー素材のストラップなど。
後述の『トイズワークスコレクションにいてんごSisterS』とは別商品。

### トイズワークスコレクションよんてんご
4.5頭身ほどのデフォルメフィギュアシリーズ。サイズは約9.0cm。
シリーズ発売より前に存在した『ソリッドワークスコレクションDX』というシリーズの内4.5頭身の作品が、本商品の前身といえる。

### トイズワークスコレクションDX
設定に基づいたリアルスタイルのフィギュアシリーズ。サイズは約10.0〜15.0cm。
前身として『ソリッドワークスコレクションDX』というシリーズが存在する。

### トイズワークスコレクションてるこっと
「てるてるぼうず」型のデフォルメフィギュアストラップシリーズ。サイズは4.0〜4.5cm。